# 早川兼備
早川 兼備（はやかわ かねみつ）は、江戸時代後期の薩摩藩士。早川兼典（早川環）の父。
早川兼彜（早川五郎兵衛） の祖父にあたる。

## 生涯
※月日は旧暦
- 宝暦12年（1762年）11月16日、日向国高鍋藩藩主秋月種茂の老職岡本勝寛（八郎左衛門）の末男として日向高鍋で生まれる。
- 天明3年（1783年）12月7日、早川兼親の養子となる。
- 文化10年（1813年）4月28日、家格代々小番。
- 文化10年（1813年）5月9日、早川兼親が隠居し、家督を相続する。渡殿と改名。
- 文政2年（1819年）9月24日、大隅国始羅郡帖佐郷地頭を拝命。
- 文政3年（1820年）8月15日、養父酔好（兼親（かねちか）、通称：九郎右衛門）を伴い、江戸から国許へ。
- 文政3年（1820年）10月2日、鹿児島堀之内馬場拝領屋鋪[注釈 2]に着く。
- 文政5年（1822年）4月5日、鹿児島堀之内馬場拝領屋鋪にて死去。享年61[注釈 3]。

## 人物
和歌・狂歌を嗜み、鎗術の免許皆伝の文武両道。
『馬目利々書』を所持。

## 奉職歴
※月日は旧暦
- 天明4年（1784年）10月28日、表御小姓。
- 天明4年（1784年）12月15日、御近習番。
- 寛政5年（1793年）10月20日、重豪公御附御小納戸見習。
- 寛政11年（1799年）3月25日、重豪公御附御小納戸頭取、兼、御用取次見習。
- 享和3年（1803年）9月28日、御小納戸頭取、兼、斉興公御抱守勤。
- 文化4年（1807年）4月16日、御小納戸頭取御小納戸勤。
- 文化8年（1811年）2月28日、御小納戸頭取、兼、江戸御留守居見習。
- 文化10年（1813年）4月28日、江戸御留守居。
- 文政2年（1819年）5月9日、御勝手方御用人。
- 文政2年（1819年）9月24日、帖佐郷地頭職。
- 文政2年（1819年）から同5年（1822年）の大隅国始羅郡帖佐郷地頭[4]